# Patrick Cranshaw
Patrick Cranshaw, właśc. Joseph Patrick Cranshaw (ur. 17 czerwca 1919 w Bartlesville, zm. 28 grudnia 2005 w Fort Worth) – amerykański aktor charakterystyczny.
Wystąpił w roli Josepha „Blue” Pulaskiego, najstarszego z bractwa studenckiego w przebojowej komedii Todda Phillipsa Old School: Niezaliczona (2003), gdzie partnerował Luke’owi Wilsonowi, Willowi Ferrellowi i Vince’owi Vaughnowi. Niektóre źródła podają, że ta rola nadała mu „status popkultury”.

## Życiorys
Urodził się w Bartlesville w stanie Oklahoma jako syn Lucile Riley Brown. Aktorstwem zainteresował się, zabawiając żołnierzy amerykańskich jako członek United States Army Air Forces przed II wojną światową.
Cranshaw rozpoczął karierę aktorską na ekranie mając 36 lat, grając niewymienioną w czołówce rolę barmana na imprezie tanecznej w westernie Texas Lady (1955) z Claudette Colbert. Pomimo ponad 40–letniego stażu aktorskiego i około 102 występów, jego pierwszą uznaną rolą filmową, którą zagrał w wieku 41 lat, była postać ochroniarza w dreszczowcu fantastycznonaukowym klasy B Zdumiewająco przezroczysty człowiek (The Amazing Transparent Man, 1960) w reż. Edgara G. Ulmera z Marguerite Chapman. Charakterystyczny wygląd i śmiertelnie poważny nastrój, łagodna i dżentelmenska postawa Cranshawa doprowadziła go do wielu ról kasjera bankowego, kierownika sklepu i dziadka. Był obsadzony w filmach: Bonnie and Clyde (1967), Bandelero! (1968), Wielka przygoda Pee Wee Hermana (1985), Hudsucker Proxy (1994), Wszyscy mówią: kocham cię (1996), Nic do stracenia (1997), Bohaterowie z przypadku (1998), Medal dla miss (2000), Balonowy chłopak (2001) i Garbi: super bryka (2005). Na koncie miał również udział w sitcomie ABC Mork i Mindy (1978–82) i serialu CBS Diukowie Hazzardu (1979–80) jako lekarz Petticord.
28 grudnia 1968 zawarł związek małżeński z Afyphee „Sue” Shaw, z którą miał pięcioro dzieci: trzy córki – Janet, Beverly i Bobbie Jean oraz dwóch synów – Fredericka Leroya i Josepha Patricka „Joego”. W maju 1973 doszło do rozwodu. 
Zmarł 28 grudnia 2005 na zapalenie płuc w swoim domu w Fort Worth w stanie Teksas w wieku 86 lat. Został pochowany na cmentarzu w hrabstwie Dallas.

## Filmografia

### Filmy
- 1967: Bonnie and Clyde jako kasjer bankowy (niewymieniony w czołówce)
- 1982: Yes, Giorgio jako
- 1985: Wielka przygoda Pee Wee Hermana jako Hobo
- 1993: Bogate biedaki jako wielebny Mason
- 1994: Hudsucker Proxy jako starożytny sortownik
- 1996: Wszyscy mówią: kocham cię jako dziadek
- 1997: Nic do stracenia jako Henry
- 1998: Bohaterowie z przypadku jako Jackson
- 2000: Medal dla miss jako Leslie Ward Cabot
- 2001: Balonowy chłopak jako Pappy / Pippy
- 2002: Bejsbolista Buddy jako szeryf Bob
- 2003: Old School: Niezaliczona jako Blue
- 2003: Siatkarz Buddy jako szeryf Bob
- 2004: Łamiąc wszystkie zasady jako Pan Lynch
- 2005: Garbi: super bryka jako Jimmy D.

### Seriale
- 1976: Sierżant Anderson jako bagiennik
- 1978: Domek na prerii jako Spokes
- 1978-1982: Mork i Mindy jako mężczyzna z opowieści / Jake Loomis
- 1982: Ojciec Murphy jako Bum
- 1979: Wonder Woman jako Codger
- 1979–1980: Diukowie Hazzardu jako lekarz Petticord
- 1980: Domek na prerii jako Manuel Barton
- 1984: Autostrada do nieba jako Clark
- 1986: Detektyw Hunter jako starszy mężczyzna
- 1986: Larry i Balki jako osoba uliczna
- 1989: Dzieciaki, kłopoty i my jako wielebny Chuck MacGregor
- 1991: Świat według Bundych jako młody Kit
- 1994: Świat pana trenera jako Knickerbocker
- 1996: Nowe przygody Supermana jako Homer Blackstock
- 1997: The Drew Carey Show jako Gerald Thompson
- 1998: Ostry dyżur jako mężczyzna z piechurem
- 1998: Ja się zastrzelę jako kowboj Pete
- 1998: Chłopiec poznaje świat jako kustosz
- 1999: A teraz Susan jako Kyle
- 1999: Sekrety Weroniki jako Pan Leeds
- 2003: Detektyw Monk jako Miles Hollings
- 2003: Ostry dyżur jako Pan Gilman
- 2004: Siódme niebo jako Pan Suggs